# Antonio Scricco
Antonio Scricco (Barletta, 24 febbraio 1974) è un illustratore italiano.

## Biografia
Dopo il diploma alla Scuola del Fumetto di Milano, avvia alcune collaborazioni sia nel mercato editoriale, anche in veste di graphic designer, che pubblicitario. Per la EssEffEdizioni ha scritto ed illustrato Mr. Scrooge e la serie per primi lettori de Le Avventure della Mucca Carlotta.
Nel 2004 a Modugno la sua prima mostra personale, Ritratti Nell'Era Digitale, successivamente ha preso parte con suoi lavori alla mostra Peer a Colori - rassegna sulla illustrazione d'autore, organizzata dal comune di Casamicciola Terme (Ischia) ed alla mostra L'Arte del Layout presso la galleria Yaonde a Milano.

## Opere principali
- Le Avventure della Mucca Carlotta: Carlotta e la Montagna, EssEffEdizioni, 2004
- Le Avventure della Mucca Carlotta: Carlotta va in Città, EssEffEdizioni, 2004
- Le Avventure della Mucca Carlotta: Buon Natale Carlotta, EssEffEdizioni, 2004
- Mr. Scrooge: Il Canto di Natale, EssEffEdizioni, 2006
- Impariamo a Contare con Carlotta, EssEffEdizioni, 2005
- Le Avventure della Mucca Carlotta: Buona Notte Carlotta, EssEffEdizioni, 2005
- Le Avventure della Mucca Carlotta: Buon Compleanno Carlotta, EssEffEdizioni, 2005
- Le Avventure della Mucca Carlotta: Carlotta e l'Arcobaleno, EssEffEdizioni, 2005
- Gioca con Carlotta con Carta e Colori, EssEffEdizioni, 2005
- Un' Estate con Carlotta, EssEffEdizioni, 2005
- Le Avventure della Mucca Carlotta: Carlotta e l'Orient Express, EssEffEdizioni, 2006
- Le Avventure della Mucca Carlotta: Strani Sogni per Carlotta, EssEffEdizioni, 2006
- Le Avventure della Mucca Carlotta: Nuovi Amici per Carlotta, EssEffEdizioni, 2006

## Riconoscimenti
- 2002 - Portfolio Speciale Editoria - Illustratori Italiani Annual;
- 2006 - Award Illustratori Italiani Annual;